# Акапулко
Акапулко (шп. Acapulco de Juárez) је град у Мексику у савезној држави Гереро. Акапулко је лучки град на обали Тихог океана и поред Канкуна је један од најважнијих туристичких центара Мексика. Према процени из 2005. у граду је живело 616.394 становника.

## Географија
Температуре су целе године око 27 °C. Град има 16 километара дугу пешчану плажу.

## Историја
Акапулко је био раскрсница путева бар 1000 година. Име града потиче од језика наватл и значи „Равница густих трски“.
Најстарији археолошки налази, грнчарија и камене алатке, потичу из времена 3000. година п. н. е. Из каснијег доба потичу фигуре жена. Постоје хипотезе по којима је у доба преласка у нову еру на област Акапулка утицала култура Полинезије.
Предмети који су пронађени у планинама Мексика, а потичу из овог краја, били су део данка, или су тамо доспели трговинском разменом. Акапулко никада није био под потпуном влашћу Микстека, Астека ни других мезоамеричких цивилизација.
Место је 1531. открио Европљанин Ернан Кортес. Убрзо после тога, град се развио у важни пацифичку луку Мексика.

## Становништво
Према подацима са пописа становништва из 2010. године, град је имао 673.479 становника.
| 1990.   | 1995.   | 2000.   | 2005.   | 2010.   |
| ------- | ------- | ------- | ------- | ------- |
| 515.374 | 592.528 | 620.656 | 616.394 | 673.479 |

## Привреда
Кроз луку Акапулко се углавном транспортују пољопривредни производи: шећерна трска, памук, дуван и кафа. Акапулко је чувен по својим „скакачима са литица“. Они се окупљају код стене Кебрада (La Quebrada). Одатле скачу са висине од 40 m у таласе океана.

## Партнерски градови
- Атами
- Беверли Хилс
- Ларнака
- Ријад
- Кан
- Онџуку
- Теокалтиче
- Санта Марта
- Ордисија
- Панаџи
- Макален
- Халонг
- Уамантла
- Бока дел Рио
- Веракруз
- Пуерто Кецал
- Сосуа
- Бандар Торкаман
- Манта
- Манила
- Баку
- Јалта
- Куернавака

## Галерија
- Залив Акапулко
- Панорама Акапулка